# Thomas Lauder Brunton

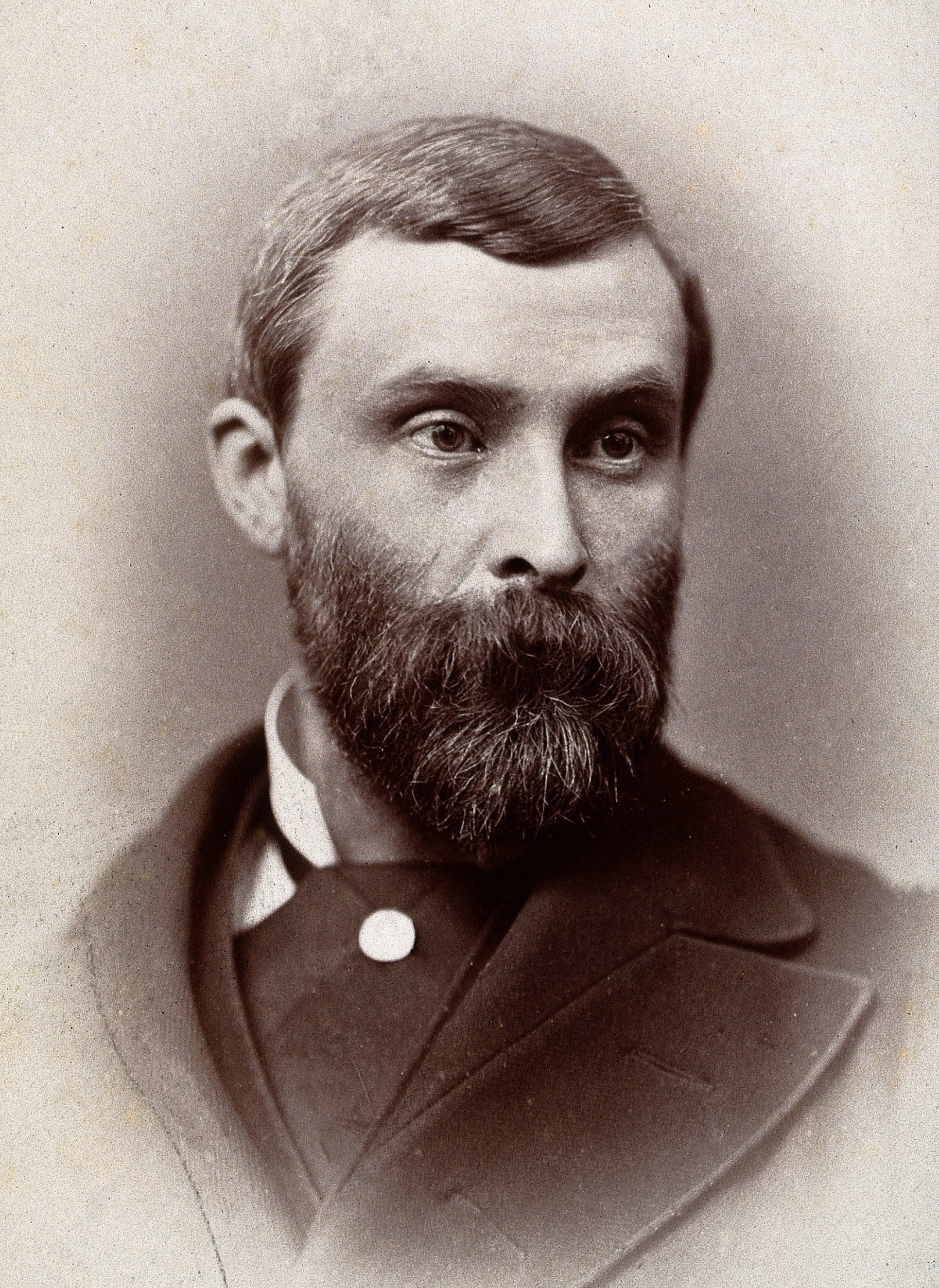
Thomas Lauder Brunton (1881)

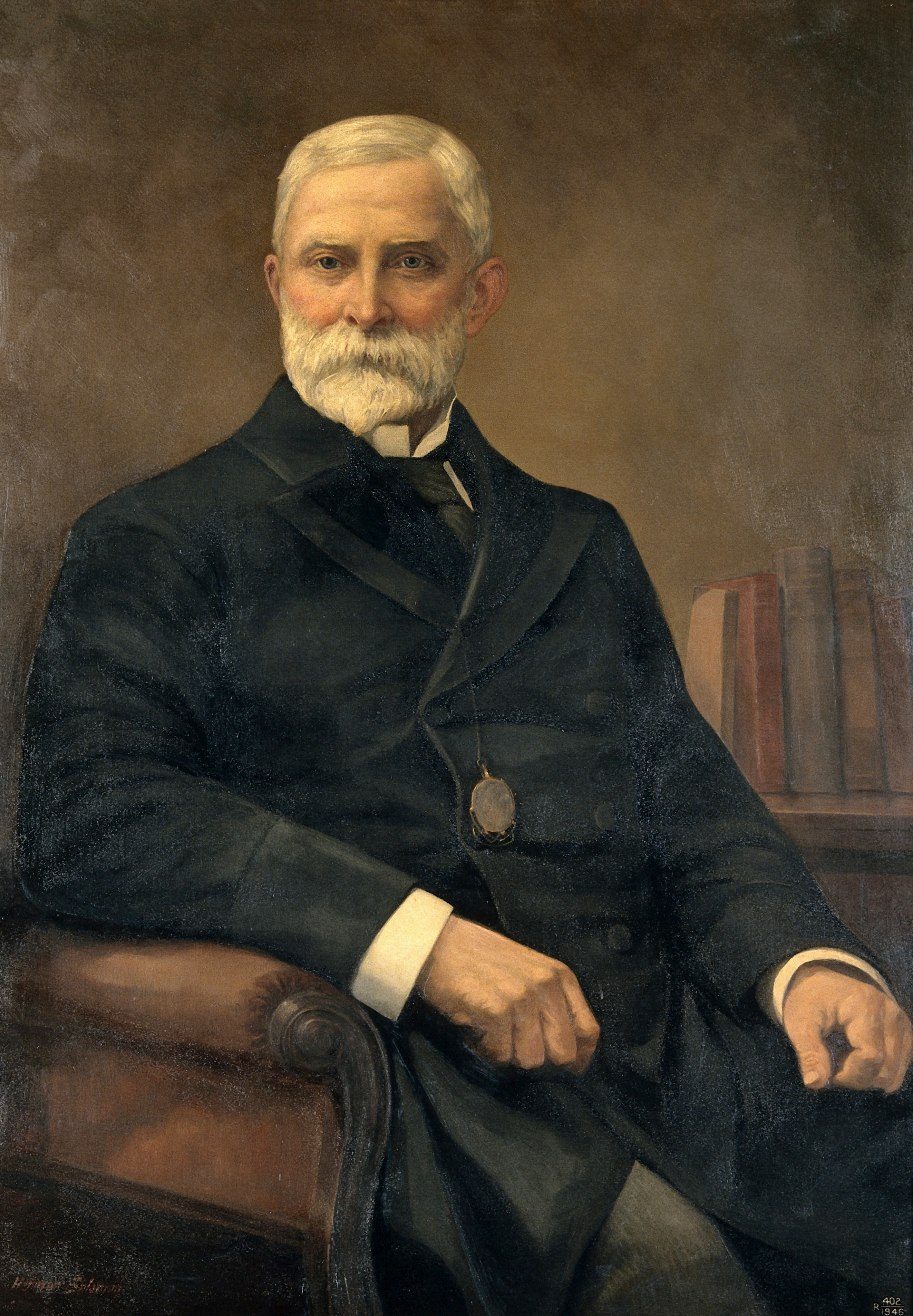
Sir Thomas Lauder Brunton, Bt. (Gemälde von Harry Hermann Salomon)

Sir Thomas Lauder Brunton, 1. Baronet, FRS, FRCP (* 14. März 1844 in Roxburgh, Roxburghshire, Schottland; † 16. September 1916 in London) war ein britischer Arzt, Pharmakologe und Physiologe, der insbesondere 1867 durch die Einführung von Amylnitrit in der Angina-pectoris-Therapie bekannt wurde. Er verfasste darüber hinaus zahlreiche Sachbücher zu unterschiedlichen medizinisch-therapeutischen Themen, aber auch biografische Werke über Mediziner. 1908 wurde er zum Baronet erhoben.

## Leben
Thomas Lauder Brunton, jüngstes Kind von James Brunton und dessen zweiter Ehefrau Agnes Stenhouse, absolvierte nach dem Schulbesuch ein Studium der Medizin an der University of Edinburgh, das er 1866 mit einem Bachelor of Medicine (M.B.) beendete. Seine Thesis über die Verwendung von Digitalis wurde mit der Goldmedaille der Universität ausgezeichnet. Ein weiteres dortiges Studium schloss er 1867 mit einem Bachelor of Science (B.Sc.) ab. Durch die Erforschung der Arbeiten von Antoine-Jérôme Balard, Benjamin Ward Richardson (1828–1896) sowie Arthur Graham Gamgee (1841–1893) und den daraus gewonnenen Erkenntnissen wurde er 1867 durch die Einführung von Amylnitrit in der Angina-pectoris-Therapie bekannt. 1868 erwarb er einen Doktor der Medizin (M.D.) sowie 1870 einen Doktor der Wissenschaften (Sc.D.) an der University of Edinburgh.
In der Folgezeit arbeitete er an der Universität Leipzig am Lehrstuhl von Carl Ludwig, wo er andere junge Mediziner wie die Briten Henry Pickering Bowditch, Ray Lankester, den Italiener Angelo Mosso und den Deutschen Hugo Kronecker kennen lernte.
Nach seiner Rückkehr arbeitete Brunton als Beratender Arzt an dem im Jahr 1123 gegründeten St Bartholomew’s Hospital, das älteste Krankenhaus Londons und Großbritanniens. 1876 wurde er Fellow des Royal College of Physicians (FRCP) sowie Fellow der Royal Society (FRS). 1889 verlieh ihm die University of Aberdeen einen Ehrentitel als Doktor der Rechte (Honorary LL.D.) sowie 1898 seine Alma Mater, die University of Edingburg, einen weiteren Ehrendoktor der Rechte. Am 9. Februar 1900 wurde er zum Knight Bachelor (Kt) geschlagen, so dass er fortan den Namenszusatz „Sir“ führte. Ferner wurde er 1901 Mitglied der American Academy of Arts and Sciences. 1908 wurde ihm ein Ehrendoktor der Medizin (Honorary M.D.) von der Universität Dublin verliehen. Am 17. Juli 1908 wurde er in der Baronetage of the United Kingdom zum erblichen Baronet, of Stratford Place in the Metropolitan Borough of St. Marylebone, erhoben.
Aus seiner am 20. September 1879 geschlossenen Ehe mit Louisa Jane Stopford, Tochter des Geistlichen der Church of Ireland und Erzdiakon von Meath Edward Stopford, gingen zwei Töchter und zwei Söhne hervor. Nach seinem Tode am 16. September 1916 wurde er auf dem Highgate Cemetery in Camden beigesetzt. Sein ältester Sohn James Stopford Lauder Brunton erbte daraufhin den Titel als 2. Baronet. Sein jüngerer Sohn Edward Henry Pollock Brunton diente als Leutnant sowie Arzt im Royal Medical Corps und fiel während des Ersten Weltkrieges am 8. Oktober 1915 in der Schlacht bei Loos.
Ihm zu Ehren wurde der Sir Thomas Lauder Brunton-Preis der Geriatric Cardiology Research Foundation benannt.

## Veröffentlichungen
Neben seiner Forschungstätigkeit verfasste Thomas Lauder Brunton darüber hinaus zahlreiche Sachbücher zu unterschiedlichen medizinisch-therapeutischen Themen, aber auch biografische Werke über Mediziner wie John Scott Burdon-Sanderson und Joseph Fayrer. Zu seinen Werken gehören:
- On digitalis, 1868 (Onlineversion)
- On the action of nitrite of amyl on the circulation, 1871
- Action of mercury on the liver, 1873 (Onlineversion)
- On the use of artificial respiration and transfusion as a means of preserving life, 1873 (Onlineversion)
- On the diuretic action of digitalis, 1874
- Experimental investigation of the action of medicines, 1875 (Onlineversion)
- Tables of Materia Medica: A Companion to the Materia Medica Museum, 1877 (Onlineversion)
- The alcohol question, Mitautor James Paget, 1879 (Onlineversion)
- On the cause of the non-precipitation of oxide of copper in testing certain cases of diabetic urine, 1880
- On the explanation of Stannius’s experiment and on the action of strychnia on the heart, 1880
- Pathology of dropsy, 1880
- Pharmacology and therapeutics; or, Medicine past and present, 1880 (Onlineversion)
- The Bible and science, 1881 (Onlineversion)
- On the position of the motor centres in the brain in regard to the nutritive and social functions, 1882
- Vivisection and the use of remedies, 1882
- On the nature of inhibition, and the action of drugs upon it, 1883
- Tables of materia medica, 1883 (Onlineversion)
- A text-book of pharmacology, therapeutics and materia medica, 1885 (Onlineversion)
- On poisons formed from food, and their relation to biliousness and diarrhoea, 1885
- On disorders of digestion, their consequences and treatment, 1886 (Onlineversion)
- A text-book of pharmacology, therapeutics and materia medica, 1887 (Onlineversion)
- The element of truth in popular beliefs, 1887
- On the use of codeine to relieve pain in abdominal disease, 1888
- Preventive treatment of hydrophobia and other diseases, 1888
- Index of Diseases and Remedies, 1890 (Onlineversion)
- On some of the variations observed in the rabbit's liver under certain physiological and pathological circumstances, 1891 (Onlineversion)
- Twenty-five years of medical progress, 1891
- An introduction to modern therapeutics, 1892 (Onlineversion)
- Remarks on the treatment of piles and allied affections, including pruritus ani, 1892
- On the use of oxygen and strychnine in pneumonia, 1892
- The action of drugs on the bladder and genital organs, 1893
- Modern developments of Harvey’s work, 1894 (Onlineversion)
- Report on some of the changes produced on liver cells by the action of some organic and inorganic compounds, 1894 (Onlineversion)
- On the physiological action of pyridine, 1894
- On atheroma and some of its consequences, with their treatment, 1895
- ‚Little things‘, 1895
- On the cause of the rise of blood-pressure produced by digitalis, 1896
- Some difficulties of diagnosis in hepatic disease, 1896
- A case of perforating typhoid ulcer treated by operation and suture, and resulting in recovery, 1897
- Lectures on the action of medicines, 1897 (Onlineversion)
- On obesity, 1902
- Preliminary note on possibility of treating mitral stenosis by surgical methods. In: Lancet. Band 1, 1902, S. 352 ff.
- The undesired and unexpected actions of medicines, 1902
- A National League for Physical Education, 1903
- National physical training, 1903
- On disorders of assimilation, digestion, etc, 1904
- A clinical lecture on cancer of the pancreas, 1904
- The problems of therapeutics, 1904
- Address on a National League for Physical Education and Improvement, 1905
- A presidential address on medical science forty years ago, 1905
- God and ether, 1905
- The late Sir John Burdon-Sanderson, 1905
- The effect of tobacco in health and disease, on the heart and circulation, 1905
- The influence of climate upon health and disease, 1905
- Physiological action of tea as a beverage, 1906
- Fleas as a national danger, 1907
- On the use of calcium salts as cardiac tonics in pneumonia and heart disease, 1907
- Sir Joseph Fayrer, 1824-1907, 1907
- Second International Congress on School Hygiene, London, August 5th-10th, 1907, 1907
- Therapeutics of the circulation, 1908 (Onlineversion)
- Training and work, 1909
- Vascular troubles in later life, 1909
- Address to the Section of Preventive Medicine, 1910
- Anti-Typhoid vaccination, 1915
- Alcohol, 1915
- Professor Edward Parkes on a spirit ration, 1915

in deutscher Sprache
- Über vorbeugende Gegengifte, 1884
- Handbuch der allgemeinen Pharmakologie und Therapie, 1893 (Onlineversion)
- Organfermente und Organotherapie, 1905